# 衛青 (明朝)
衛青，字明德，松江華亭人。明朝軍事將領。
靖難之役中，以薊州百戶降燕王朱棣，后積功至都指揮僉事，負責中都留守司，改山東備倭。永樂十八年，平定浦臺妖婦林三妻唐賽兒叛亂。后擢為青山東都指揮使，在海上備兵抵禦倭寇。之後因事情連坐入獄。宣德元年釋放，恢復原職。明英宗即位后，進都督僉事。有子衛穎。